# Wojciech Święcicki (kasztelan santocki)

Herb Jastrzębiec

Wojciech Konstanty Święcicki herbu Jastrzębiec (zm. 22 kwietnia 1732) – kasztelan santocki.

## Rodzina
Syn Jana (zm. 1658) i Zofii Chociszewskiej (zm. 1696). Poślubił Katarzynę Wilkońską h. Odrowąż (zm. 1719-03-17), córkę Franciszka Wilkońskiego i Joanny z Karnkowskich przed 1685 rokiem. Z małżeństwa urodziły się trzy córki:
- Joanna (zm. 1727), późniejsza żona Krzysztofa Drogosława Skórzewskiego
- Teresa, późniejsza żona Wacława Twardowskiego herbu Ogończyk, następnie Telesfora Wyssgoty Zakrzewskiego, kasztelana santockiego.
- Wiktoria, została żoną Macieja Pawłowskiego, następnie Wojciecha Bnińskiego. Z małżeństwa z Wojciechem Bnińskim urodził się Konstanty Bniński, kasztelan chełmiński.

## Pełnione urzędy
W latach 1705–1732 piastował urząd kasztelana santockiego. Na urząd ten został wybrany dnia 7 listopada 1705 roku.

## Miejsce pochówku
Został pochowany w Ceradzu Kościelnym.